# Winair
Winair (eigentlich Windward Islands Airways International) ist eine niederländische Fluggesellschaft mit Sitz in Philipsburg in Sint Maarten und Basis auf dem Princess Juliana International Airport.

## Geschichte

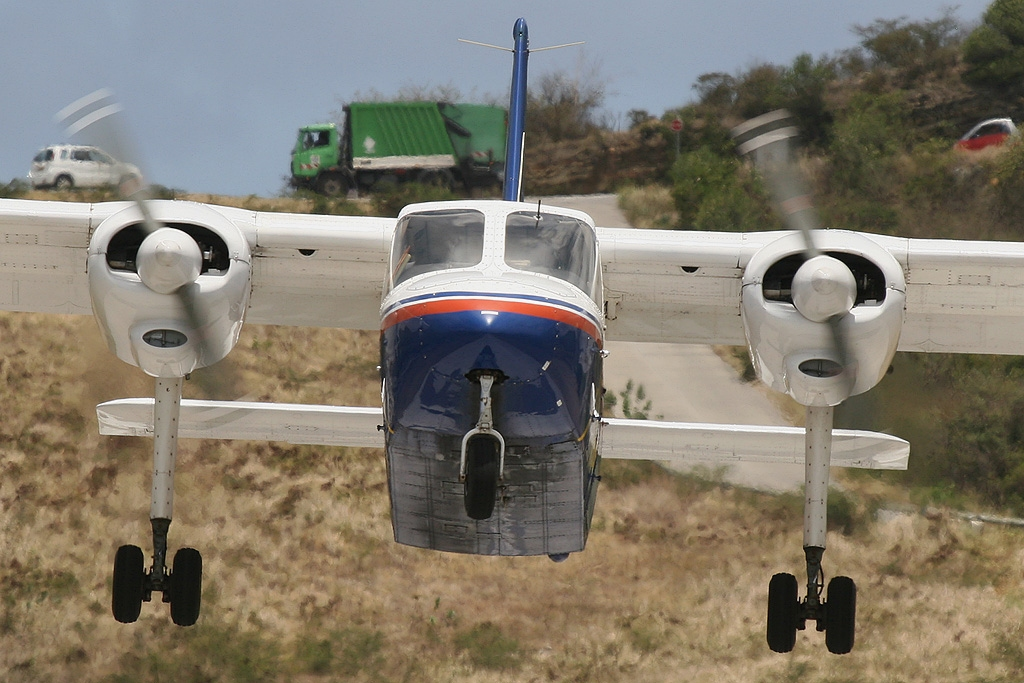
Winair Britten-Norman Islander

Winair wurde 1961 durch den St. Barther Piloten Georges Emilien Greaux und dessen Partner Hypolyte Ledee und Chester Wathey gegründet. Zunächst bot die neue Fluggesellschaft ab Sint Maarten Charterflüge unter anderem nach Saba, Antigua und Sint Eustatius an. Im Verlauf der Jahre wurden weitere Ziele in der Karibik angeflogen.
Am 13. Januar 2003 wurde US Airways als Mitglied der Star Alliance der erste Codeshare-Partner von Winair. Diese Partnerschaft erlaubt sowohl Passagieren von Winair als auch Kunden von US Airways einen vereinfachten Verkehr in die Karibik oder in die USA.

## Flugziele
Winair bedient von Sint Maarten aus regionale Ziele in der Karibik.

## Flotte
Mit Stand Januar 2023 besteht die Flotte der Winair aus zwei Flugzeugen mit einem Durchschnittsalter von 41,6 Jahren:
| Flugzeugtyp                   | Anzahl | bestellt | Anmerkungen | Sitzplätze |
| ----------------------------- | ------ | -------- | ----------- | ---------- |
| de Havilland Canada DHC-6-300 | 2      |          |             | 19         |
| Gesamt                        | 2      | –        |             |            |

### Ehemalige Flugzeugtypen
- ATR 42 (betrieben durch Air Antilles)
- Britten-Norman BN-2 Islander